# ヒシャーム1世
ヒシャーム1世（HishamⅠ、757年 - 796年）は、788年から796年までアンダルスを治めた後ウマイヤ朝の2代目君主（アミール）。父は後ウマイヤ朝初代君主アブド・アッラフマーン1世。子に同王朝の3代目君主ハカム1世がいる。

## 生涯

### アミール即位
アブド・アッラフマーン1世の晩年、後継者問題に悩んだ彼は11人の男子の中からヒシャームを後継者に指名し、辺境区であるメリダの代官に任命した。この時、後にヒシャームとアミールの座を巡り対立する兄スライマーンは、同じく辺境区のトレド代官に任命された。イブン・イザーリーの『バヤーン』によればアブド・アッラフマーン1世は「徳と自制心を備え一般的に支持が多いヒシャーム」と「年長で勇敢でありシャーミーユーン（前ウマイヤ朝時代にアマジグ人の反乱鎮圧のためシリアからイベリア半島に派遣されたアラブ人。彼らは領地を貰い、軍務に服した）に支持されているスライマーン」のうち自分の死後に先に首都コルドバに駆け付けた方を最終的なアミールとすると言い残したという。788年にアブド・アッラフマーン1世が死ぬとヒシャームは兄スライマーンよりも先にコルドバに駆け付けアミールとして即位した。

### 兄との闘争
ヒシャーム（以降ヒシャーム1世）の即位を受け、これを不服とした兄スライマーンはトレドとその近郊のアラブ人やアマジグ人の軍隊を率いてコルドバへ向かうが途中でハエン近郊で敗れ、味方としてコルドバから来た兄弟アブドゥッラーと合流しトレドに籠城してヒシャーム1世に抵抗した。スライマーンはアブドゥッラーにトレドを任せメリダに支持を求めに行ったが拒絶され、戦いに敗れムルシアに逃亡。これを聞いたアブドゥッラーはヒシャーム1世にトレドを開城、マグリブに亡命した。スライマーンはバレンシアに追われ、790年に降伏し、マグリブに亡命した。以後ヒシャーム1世の王子ハカム（後のハカム1世）が即位までトレド代官を務める。

### 治世
彼は国内平定後、北方のアストゥリアス王国に対しサーイファ（春～夏の遠征。辺境への示威という目的もあった）を始め、以後これはアミールの重要な仕事となった。これに関して、イスティンファールという兵力動員令によりアラブの正規兵だけでなくハシュドと呼ばれる志願兵も戦利品分配が報酬という条件で募集された。一方地方の反乱分子（有力者）に対しては、力で制圧するのではなく地方の有力者を対立させ合い、より忠実な者に地方を任せるという政策をとっていた。
軍事面以外で、彼は779年に発生した洪水で破壊されたグアダルキビール川の石橋（アル・カンタラ）を修理させた。
また、メスキータにミナレットを設立したが現在は土台部分しか残っていない

## 逸話
- ヒシャーム1世が石橋を修理させた際に、娯楽としての狩猟に行くためと噂されたので「遠征目的以外で石橋は渡らない」と誓ったという[1]。
- Ch-E・デュフルクによると、ヒシャーム1世はアンダルスでラテン語で話したり書いたりすることを禁じたが、実際にアンダルスからラテン語が消えることはなかった[6]。